# Perényi Eszter
Perényi Eszter (Budapest, 1943. december 15. –) Kossuth- és Liszt Ferenc-díjas magyar hegedűművész, professor emeritus.

## Pályája
Kamaszkorában döntötte el véglegesen (nem úgy, mint a csodagyermekként számon tartott[forrás?] öccse, Perényi Miklós), hogy muzsikus lesz, miután nagy hatással volt rá David Ojsztrah hegedűjátéka. 1968-ban végzett a Zeneakadémián Kovács Dénes növendékeként.
Rendszeresen tanít hazai és nemzetközi kurzusokon, gyakori tagja nagy nemzetközi hegedűversenyek zsűrijeinek (például az angliai Menuhin-verseny, a bécsi Kreisler-verseny, a poznani Wieniawski-verseny stb.). Emellett szerte a világon koncertezik, igen sok rádió-, televízió- és lemezfelvétele őrzi játékát.
2006 és 2010 között Liszt Ferenc Zeneművészeti Egyetem tanszékvezető egyetemi tanára volt.
Sok kortárs művet mutatott be, vagy neki ajánlották, ilyenek például:
- Soproni József: Szonáta hegedűre és zongorára (1979)
- Farkas Ferenc: Szólószonáta hegedűre (1987)
- Kocsár Miklós: Szólószonáta hegedűre (1961–1991)
- Togobickij Viktor: Szólószonáta hegedűre (1993)
- Vajda János: Duó hegedűre és gordonkára (1989–1991)

## Díjai
- Számos hazai és nemzetközi verseny győztese, illetve díjazottja.
- Liszt Ferenc-díj (1987)
- Érdemes művész  (1989)
- A Magyar Köztársasági Érdemrend kiskeresztje (1996)
- Bartók–Pásztory-díj (2002)
- Kiváló művész (2007)
- Kossuth-díj (2023)

## Családja
Édesapja Perényi László zenetanár. Első férje Kórodi András, második férje Bujtor István volt. Egy lánya és egy fia, Balázs született. 4 unoka nagymamája. Két testvére van, öccse Perényi Miklós gordonkaművész.